# Bankovnictví částečných rezerv
Bankovnictví částečných rezerv je taková bankovní praxe, kdy banky drží v rezervě peněžní prostředky získané z vkladů hotovosti klientů (v podobě hotovosti a dalších vysoce likvidních aktiv) a na tomto základě vytvářejí nové peníze úvěrem připsáním stejné částky na běžný a úvěrový účet klienta. Zároveň však mají stále povinnost splatit vklady na běžných účtech na požádání. Bankovnictví částečných rezerv je praktikováno všemi současnými obchodními bankami.
Bankovnictví částečných rezerv rozšiřuje nabídku peněz (hotovosti a vkladů na požádání). Tato širší nabídka peněz je několikanásobně větší než měnová báze řízená centrální bankou. Tento násobek (tzv. peněžní multiplikátor) je určen požadavkem na povinné minimální rezervy, případnými dalšími finančními požadavky uloženými finančními regulátory a nepovinnými rezervami obchodních bank. Tyto požadavky omezují množství peněz, které mohou obchodní banky nově vytvořit, a na druhou stranu zajišťují, aby banky měly dostatek hotovosti na krytí běžných výběrů. (Viz též odstavec Multiplikační efekt.)
K problémům může dojít, když chce své vklady vybrat velké množství vkladatelů, což může vyústit až v run na banku nebo dokonce krizi celého bankovního systému. Pro zmírnění těchto problémů centrální banky (nebo jiné vládní instituce) regulují a kontrolují obchodní banky, působí jako věřitel poslední instance pro obchodní banky a rovněž pojišťují vklady klientů obchodních bank.

## Multiplikační efekt
Multiplikační efekt lze definovat jako tvorbu peněz na základě prostředků držených v bance ve formě rezerv. Ukažme si to na hypotetickém příkladu. Na trhu působí jen jedna banka, která hodlá vždy držet hotovostní rezervy ve výši 10 % depozit na požádání. Marek si do dotyčné banky uloží 100 000 Kč (formou vkladu na viděnou). Banka z této částky navýší svoje rezervy o 10 000 Kč a 90 000 Kč může zapůjčit. Zapůjčená částka se brzy do banky vrátí formou vkladu. Banka z této částky navýší svoje rezervy o 10 % a zbytek může půjčit. Řetězením na sobě závislých vkladů a úvěrů se zvětšuje množství peněz v oběhu. Na konci procesu banka vytvoří na bázi „původních“ 100 000 Kč (hotovostní peníze) dodatečných 900 000 Kč (bezhotovostní peníze ve formě vkladů na viděnou), tedy původní vklad (100 000 Kč) byl bankou „multiplikován“ desetinásobně (na 1 000 000 Kč). Multiplikační násobící činitel vkladu v bance je převráceným zlomkem zlomku povinných bankovních rezerv. Pro povinné rezervy 10 % vyjádřeno zlomkem 1/10 je multiplikační koeficient 10.
Kupní síla takto nově vytvořené měny je odebrána na úkor „naředění“ kupní síly vkladů předchozích.[zdroj?]